# Tourisme en Tunisie

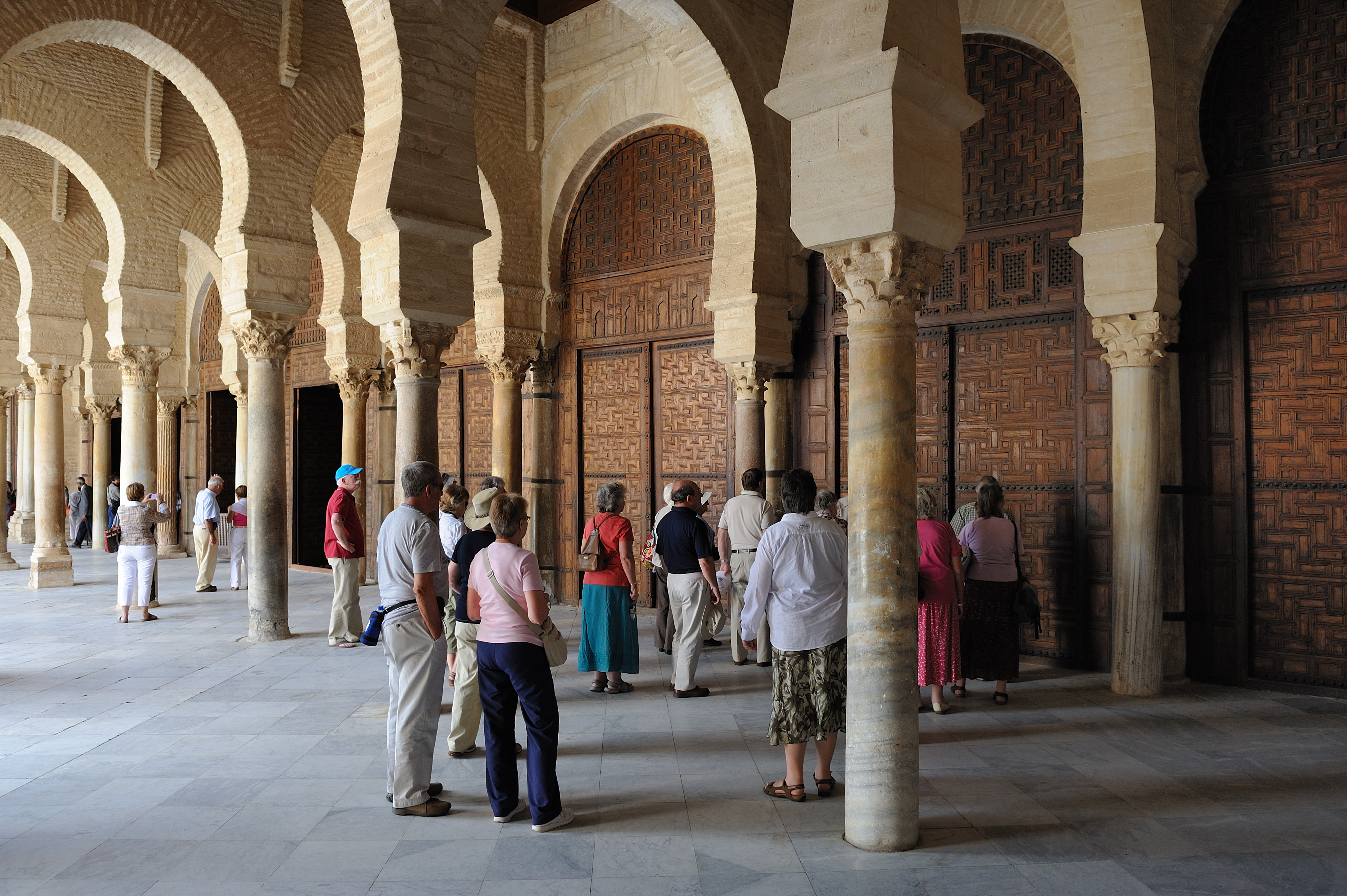
Touristes devant les portes de la salle de prière de la grande mosquée de Kairouan.

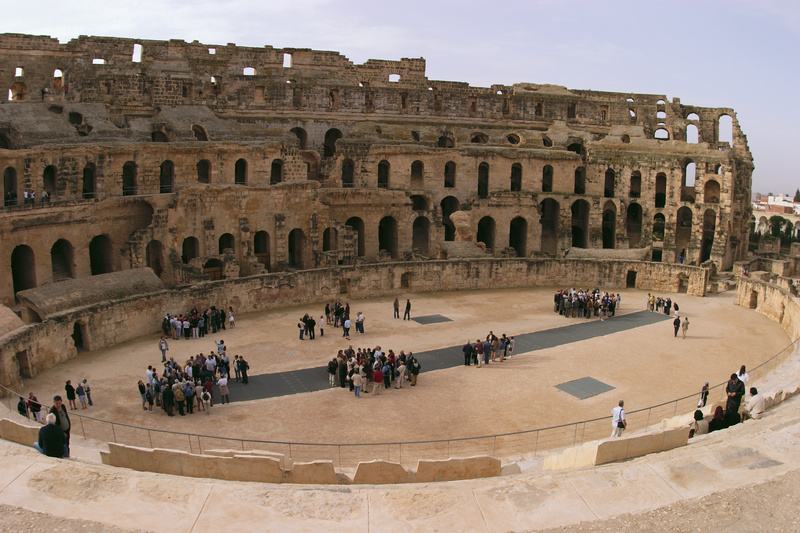
Touristes dans l'arène de l'amphithéâtre romain d'El Jem.

Le tourisme en Tunisie est l'un des secteurs importants de l'économie de la Tunisie et une source de devises pour le pays. Le tourisme a un effet d'entraînement sur d'autres secteurs économiques, tels que les transports, les communications, l'artisanat, le commerce et le bâtiment.
La position géographique de la Tunisie au sud du bassin méditerranéen, avec 1 300 kilomètres de côtes en grande partie sablonneuses, un climat méditerranéen chaud l'été et doux l'hiver, un patrimoine civilisationnel très riche (huit sites inscrits au patrimoine mondial de l'Unesco) et surtout un coût bas du séjour touristique, font de ce pays l'une des principales destinations des touristes européens en Afrique et dans le monde arabe (quatrième pays le plus visité après l'Égypte, l'Afrique du Sud et le Maroc) : la Tunisie a accueilli 7 048 999 visiteurs en 2008. Elle s'était d'ailleurs fixée pour objectif de se rapprocher des dix millions de touristes à l'horizon 2014.
Toutefois, les conséquences de multiples événements tels l'attentat à Djerba en 2002, la révolution tunisienne, l'attaque du musée du Bardo, l'attentat de Sousse puis l'attentat de Tunis entraînent un ralentissement important de l'activité.

## Histoire
Le développement du tourisme remonte aux années 1960 grâce à l'action conjuguée de l'État et de groupes privés. La capacité hôtelière passe progressivement de 56 000 lits en 1974 à 123 000 lits en 1991. Si le tourisme ne rapporte que deux millions de dinars par an en 1962, avec 52 000 entrées et une offre de 4 000 lits, il devient vite la principale source de devises du pays avec 6 549 549 visiteurs et une offre de 231 838 lits en 2006 (dont près de 27 % situés dans des hôtels quatre et cinq étoiles). Le secteur représente à cette époque 6,5 % du PIB et fournit 340 000 emplois dont 85 000 emplois directs, soit 11,5 % de la population active occupée avec une forte part d'emploi saisonnier.
En 2010, le tourisme contribue à hauteur de 7 % au PIB, génère chaque année entre 18 et 20 % de recettes en devises, couvre 56 % du déficit commercial et emploie 400 000 personnes. En outre, le secteur compte désormais une capacité globale de plus de 241 000 lits.

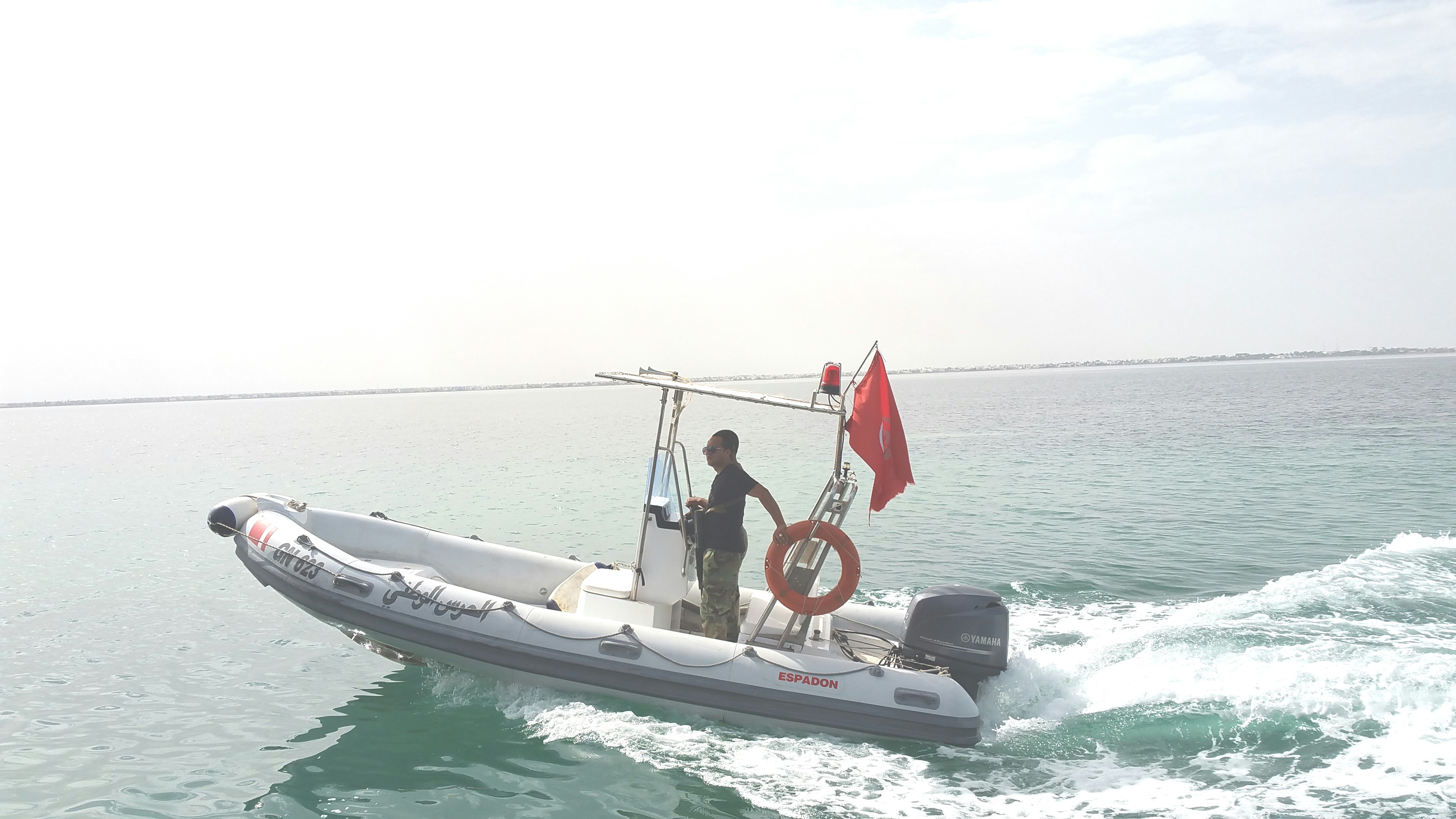
Bateau de la garde nationale tunisienne patrouillant au large de Djerba.

Après une année 2011 sinistrée pour cause de révolution, le secteur du tourisme tunisien donne des signes de reprise avec une hausse de 52,8 % du nombre de touristes au premier trimestre 2012. À l'approche de la haute saison 2013, une grande manifestation populaire est organisée sur l'avenue Habib-Bourguiba le 22 juin, à l'initiative de la Fédération tunisienne des agences de voyages et de l'Office national du tourisme tunisien, qui voit se réunir plusieurs milliers de personnes pour une célébration à visée internationale du tourisme tunisien. Mais les chiffres de 2014 restent catastrophiques, avec une chute importante du nombre de touristes consécutive aux différents attentats qui ont lieu dans le pays depuis plusieurs années,, ainsi que les années suivantes,,,.
En 2016, si le premier semestre a été mauvais, une reprise s'amorce durant l'été. La sécurité est d'ailleurs renforcée pour rassurer la clientèle étrangère et tunisienne.

## Clientèle
En 1974, la Tunisie reçoit quelque 716 000 visiteurs dont 207 000 Français et 90 000 Allemands de l'Ouest contre seulement 88 000 Maghrébins (63 000 Libyens et 25 000 Algériens), soit un peu plus de 10 % du total. En 1991, 1 154 000 Libyens et 745 000 Algériens sont enregistrés, donnant un total de 2 058 000 Maghrébins contre 1 086 000 Européens et marquant un poids croissant de la clientèle maghrébine.
En 2008, celle-ci se partage de la manière suivante : Libyens (1 776 881 visiteurs), Français (1 395 255), Algériens (968 499), Allemands (521 513), Italiens (444 541), Britanniques (254 922) et Polonais (207 531). Ce groupe de tête tend toutefois à se diversifier par rapport à 2007, notamment vers l'Europe de l'Est — avec une hausse de 39,6 % pour les Polonais et 14,1 % pour les Russes — mais aussi vers les pays voisins, avec une hausse de 14,4 % pour les Libyens ; les marchés turc, britannique, autrichien, tchèque et espagnol connaissent en revanche des décrochages importants. Toutefois, la clientèle maghrébine fréquente peu les hôtels préférant le système de la location chez l'habitant : les entrées des clients maghrébins représentent 40,6 % des entrées totales en 2002 mais seulement 6,6 % des arrivées dans les hôtels.
Le tourisme intérieur constitue un autre marché de poids avec 1 251 251 touristes tunisiens pour un total de 2,75 millions de nuitées en 2006.

## Entreprises du secteur
Le secteur est concentré aux mains de groupes privés tunisiens nouant des partenariats avec des groupes hôteliers internationaux : le Français Sofitel-Accor avec le groupe TTS, l'Espagnol Sol-Melia-Tryp avec le groupe El Mouradi, l'Américain Sheraton avec le groupe Affès, etc.

## Activité aux multiples facettes

### Tourisme balnéaire

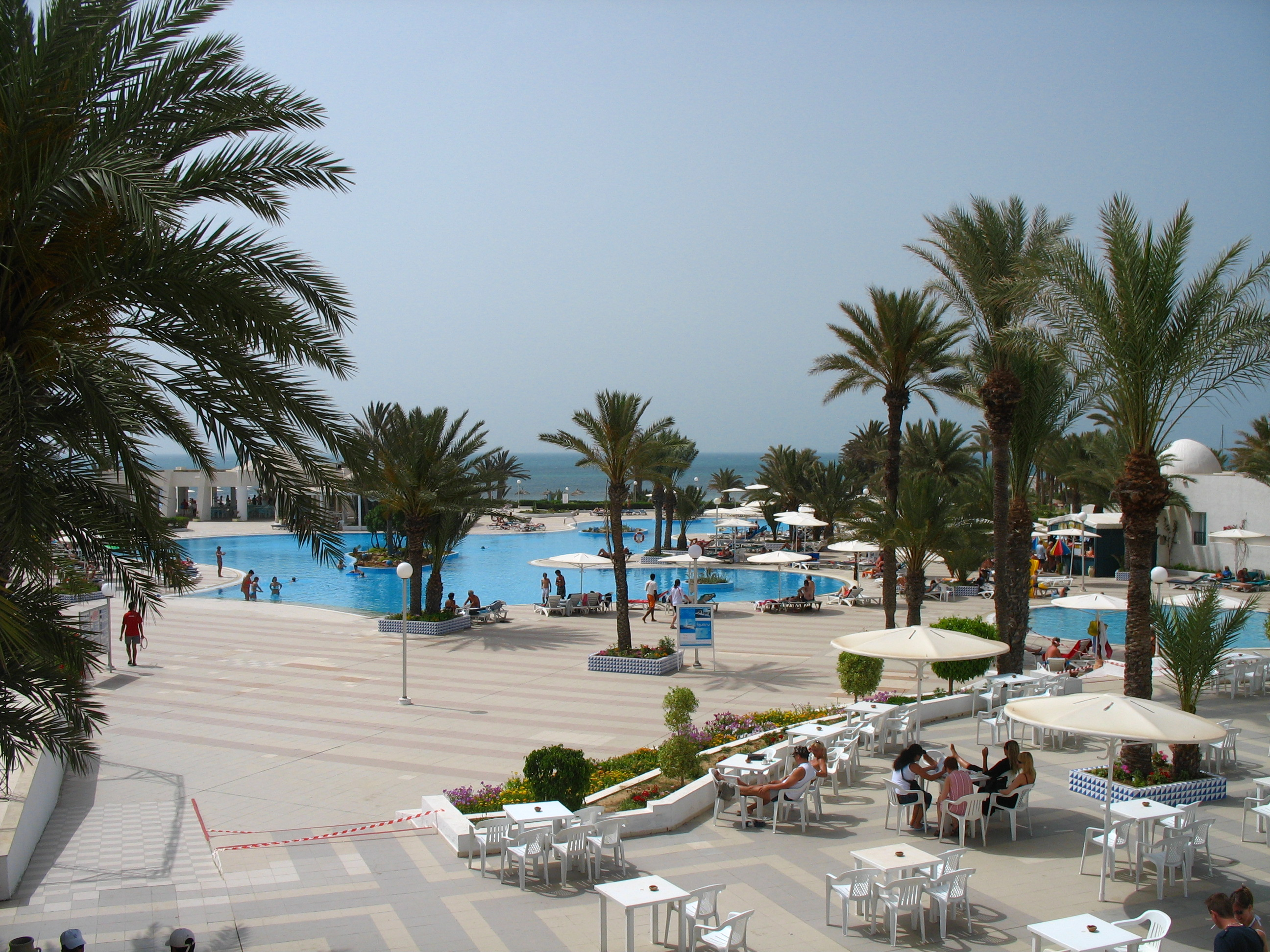
Hôtel djerbien de la chaîne El Mouradi.

Ce secteur contribue à mettre en valeur certaines régions, essentiellement celles du littoral oriental, cumulant plus de 95 % des lits :
- Djerba (30,46 % des nuitées en 2008) ;
- Sousse (25,15 %) ;
- Nabeul-Hammamet (20,87 %) ;
- Sfax-Monastir (13,41 %) ;
- Yasmine Hammamet (10,11 %)[1].

Les perspectives de développement prévoient la création de nouvelles stations balnéaires le long du littoral avec une capacité de 200 000 lits en 2015 (Zouarâa près de Tabarka, Selloum près d'Hammamet, Hergla, Ras Dimas près de Monastir et Ghedhabna près de Mahdia) avec le développement du modèle de la station balnéaire intégrée.

### Port de plaisance

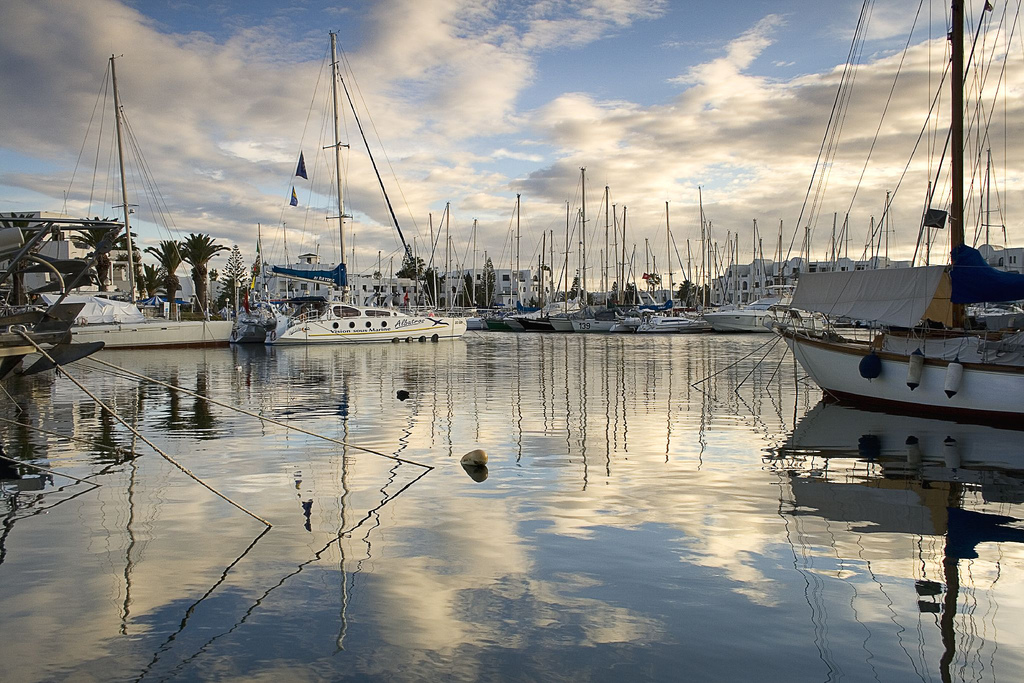
Port de plaisance d'El Kantaoui.

Le tourisme a été un élément moteur pour l'essor d'une infrastructure portuaire de plaisance. Avec quelque 1 300 kilomètres de côtes, le littoral tunisien bénéficie d'un potentiel de développement (environ 200 millions de dinars de recettes par an) en raison de la pénurie de places que connaît la rive européenne de la mer Méditerranée et de sa proximité avec celle-ci. En 2009, cinq ports de plaisance pour 1 500 postes d'accostage sont en service alors que plusieurs projets sont en cours de réalisation ou d'études :
- Tabarka ;
- Bizerte ;
- Gammarth ;
- Houmt Souk ;
- Sidi Bou Saïd ;
- Yasmine Hammamet ;
- El Kantaoui ;
- Monastir ;
- Sfax (en projet).

### Tourisme saharien

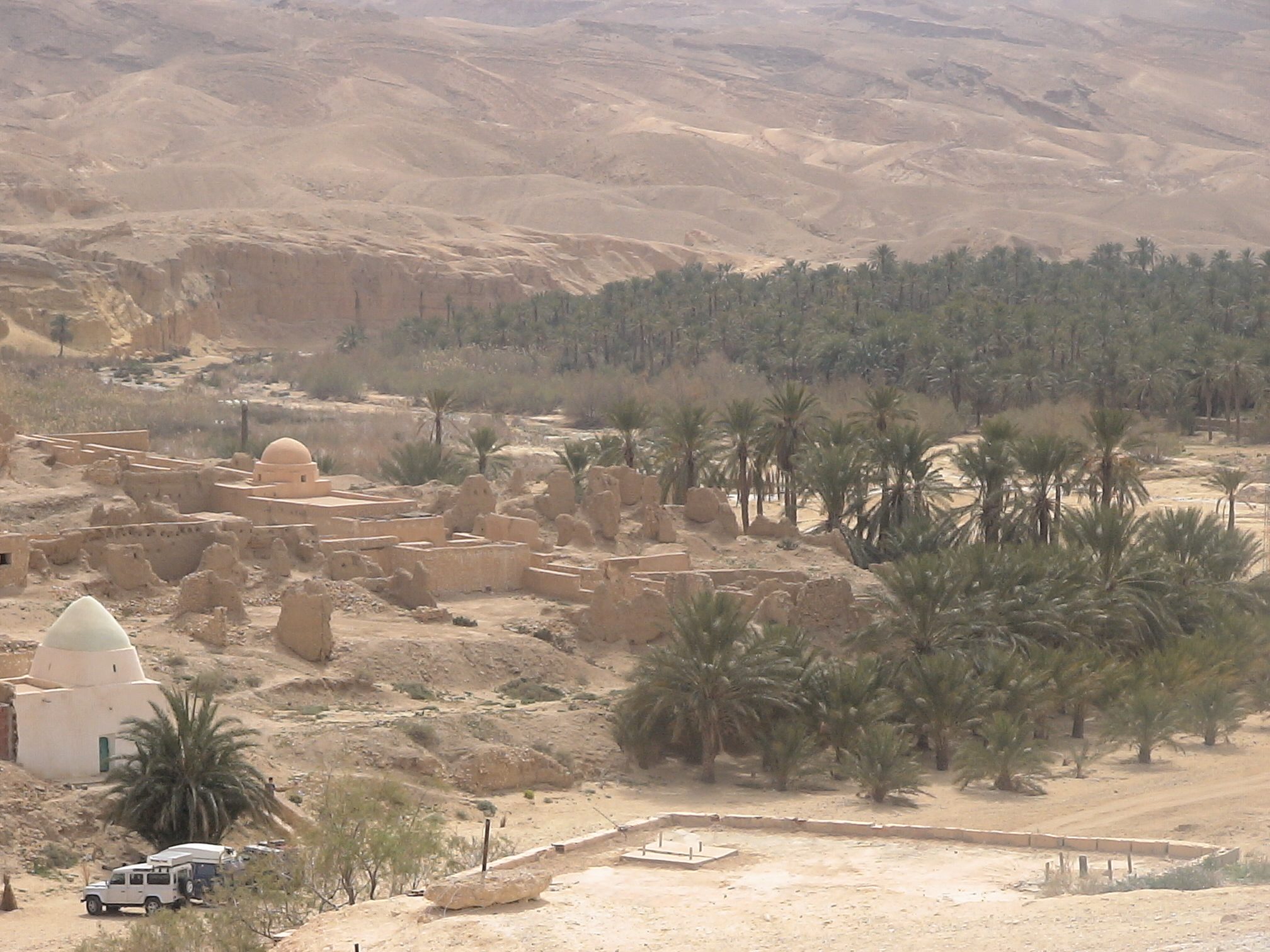
Oasis de Tamerza.

Le choix d'encourager le tourisme saharien, initié à la fin de 1987, devait répondre à un double objectif. D'une part il devait permettre de diversifier le tourisme tunisien en faisant fructifier un gisement peu exploité et lancer des produits innovants destinés en priorité au marché européen. D'autre part, ça devait permettre aux régions sahariennes de trouver, dans le tourisme, une solution à leurs problèmes économiques tout en préservant leur patrimoine culturel et naturel. On distingue quatre régions touristiques sahariennes :
- la région de Gafsa et du Jérid, avec les oasis de Tozeur, Nefta et les oasis de montagne (Chebika, Midès et Tamerza), qui est la mieux équipée en infrastructure hôtelière et abrite les plus grandes oasis de la Tunisie[18] ;
- la région du Nefzaoua avec les deux oasis Kébili et Douz (au sud-est du Chott el-Jérid), Douz constituant le point de départ de nombreuses méharées vers le grand sud[18] ;
- la région des habitations troglodytes de Matmata et des villages berbères qui l'entourent comme Béni Zelten, Tamezret, Zraoua et plus au nord Toujane, sur la route de Médenine ;
- la région de Tataouine et les 65 ksour qui l'entourent, Tataouine étant un point de départ pour découvrir le désert du Sahara[18].

Le tourisme saharien (Douz et Tozeur attirant chaque année plus de 250 000 touristes durant toute l'année) est en fort développement récoltant les dividendes d'un effort d'investissements soutenu, le plus spectaculaire des pays sahariens.

### Nouvelles activités
Plus récemment, le tourisme médical a fait son apparition et croît très rapidement. Le nombre de patients étrangers est passé d'environ 50 000 en 2004 à plus de 150 000 en 2007 selon l'organisation regroupant la centaine de cliniques privées relevant de l'UTICA ; près de 70 % d'entre eux proviennent du Maghreb et environ 12 % d'Europe. L'ancien ministre du Tourisme Ahmed Smaoui indique : 

« Les Algériens et les Libyens aisés viennent se faire soigner ici car leur pays ne dispose pas d'infrastructures médicales performantes. Nous accueillons également des Britanniques lassés de devoir attendre des mois avant de pouvoir se faire opérer dans leur pays. Enfin, de plus en plus de gens ont recours à la chirurgie esthétique. »

Les recettes du secteur atteignent 55 millions de dinars en 2006, en augmentation de 22,2 % par rapport à l'année précédente. L'attractivité est accentuée par les tarifs entre 40 et 70 % moins élevés que ceux pratiqués en Europe ; ils sont par ailleurs exonérés de la TVA de 6 %.
Destination de masse, la Tunisie souhaite pourtant promouvoir un tourisme plus haut de gamme et s'efforce ainsi de diversifier son offre de loisirs, avec le tourisme vert, plus de huit terrains de golf et dix centres de thalassothérapie. Cela se traduit par la mise à niveau de ses hôtels, la part des quatre et cinq étoiles tendant à se renforcer atteignant un tiers des 825 hôtels que compte le pays en 2006.

## Impact environnemental
Dans un environnement international de plus en plus concurrentiel, avec un produit de nature fragile dans une région à réputation variable, l'adaptation est nécessaire. Il faut également veiller à contrôler les pressions générées sur l'environnement qui sont importantes et particulièrement les pressions foncières, l'érosion des côtes, l'utilisation de grandes quantités d'eau créant une concurrence avec les activités agricoles et les rejets d'eaux usées. Il faut aussi souligner les quantités énormes en déchets solides générés par les hôtels.
Avec les prévisions de forte croissance touristique confrontées à la raréfaction des ressources hydriques, une politique de gestion de l'eau est indispensable, d'autant plus que tourisme et agriculture sont en concurrence, surtout en été lorsque se concentre l'activité touristique. Face à une consommation quotidienne de 560 litres d'eau par lit occupé, des mesures d'économie sont envisagées pour la ramener à 300 litres. Des efforts pour réduire le gaspillage de l'eau (qui peut atteindre 30 à 40 %) se font en modernisant les réseaux de distribution ou encore par la réutilisation des eaux usées déjà mise en place pour 45 des 75 stations d'épuration, pour l'arrosage des terrains de golf ou des jardins.

## Statistiques
| Année               | 2010          | 2011 | 2012 | 2013 | 2014   | 2015    | 2016    | 2017     | 2018    | 2019    |
| ------------------- | ------------- | ---- | ---- | ---- | ------ | ------- | ------- | -------- | ------- | ------- |
| Nombre de touristes | 7             | 4,8  | 6    | 6,3  | 6,07   | 3,4     | 2,8     | 7,5      | 8,3     | 9,5     |
| Évolution           | en stagnation | 31 % | 25 % | 5 %  | 3,65 % | 78,52 % | 17,64 % | 167,86 % | 10,66 % | 14,46 % |